# 朝比奈茂吉
朝比奈 茂吉（あさひな もきち、嘉永4年（1851年） - 明治27年（1894年）7月14日）は、江戸時代末期（幕末）の美濃郡上藩士。凌霜隊隊長。明治時代には滋賀県議会議員を務めた。朝比奈茂吉の写真は個人蔵で残されている。

## 生涯

### 幕末の動乱
嘉永4年（1851年）に郡上藩江戸家老・朝比奈藤兵衛（彦根藩家老椋原家の出身）の子として国許で誕生した。
起倒流柔術と北辰一刀流、兵法を修める人物で「郡上の小天狗」と呼ばれた。
幕末期の郡上藩では佐幕派と尊王派が対立しており、7代藩主・青山幸宜も消極的ながら佐幕派だった。
しかし、慶応4年（1868年）に戊辰戦争が始まると、幸宜ら主導派が2月に新政府に恭順した。これに対して若い藩士は徳川家への忠誠を尽くすべく行動し始める。

### 凌霜隊結成
同年4月10日（5月2日）、17歳の茂吉が隊長となって江戸在番の脱藩士45名による部隊「凌霜隊」を形成した。これは国家老・鈴木兵左衛門が官軍・旧幕府軍どちらが勝っても藩が存続できるように画策したもので、江戸の朝比奈藤兵衛と連携した二股的な戦略であったと考えられている。
表向き「江戸で暴動を起こした一部の若い藩士」「無届脱藩」という形で茂吉は副隊長の坂田林左衛門・速見小三郎らとともに江戸に出立する。しかし4月11日、江戸城は無血開城となり、15代将軍徳川慶喜は謹慎の意を示すため水戸へ出発してしまう。これに不満を抱いた旧幕府勢力は江戸を脱走し、日光のお膝元での決戦を図ったため凌霜隊もこれに合流するべく急いだ。

### 奮戦
16日に合流した大鳥圭介ら伝習隊と共に新政府側の笠間藩、壬生藩の部隊と交戦、数で勝る新政府軍をスナイドル銃・スペンサー銃など新式の銃を装備していた凌霜隊が圧倒した。
以降、北関東戦線で連戦するが宇都宮城の戦いで退却を余儀なくされる。その後凌霜隊は日向内記指揮の会津藩兵に従った。
会津若松城への退却戦を続ける中、会津藩の小山田伝四郎と共に塩原宿に駐屯する。その後会津藩から「敵方にこの地が使われないように一軒残らず焼き払え」との命令により塩原周辺の家屋を焼き払うことになるが、茂吉らは3ヶ月間世話になった塩原を焼く事は忍びないと、妙雲寺（臨済宗妙心寺派甘露山（現栃木県那須塩原市塩原））には放火せず、また、すぐに建て直しが出来るように、事前に主な建物を解体し建材を残すなどした。
9月6日に凌霜隊が若松城に入城し、日向内記の指揮下に入って白虎士中合同隊と共に西出丸の守備に就き、新政府軍と激戦を繰り広げた。
そして明治元年（1868年）9月22日、会津藩が降伏すると凌霜隊もこれに従って降伏し、城を出て猪苗代で謹慎し、会津戦争に終わりを告げた。

### 不遇の日々
10月12日、投降した凌霜隊は郡上藩預けとなり、国許へ護送されることとなった。 しかし江戸から伊勢へ向かう途中に船が難破し、贄浦に上陸、11月17日、凌霜隊は郡上八幡城下に到着した。このとき既に白石弦之助・山片俊三ら10名（8名の戦死者と2名の行方不明者）が死亡しており35名だった。
藩では元隊士を「脱藩の罪人」として扱い、赤谷の揚屋へ監禁した。赤谷の揚屋は湿地に位置し、湿気が多く風通しも日当たりも悪く病気になる者も多かったため、場所の変更を何度も求めたが却下され続け、明治2年（1869年）5月になって慈恩禅寺の住職らを中心とする城下寺僧の嘆願により城下の長敬寺に移され、元隊員らの苦難は軽減された。茂吉には隊長としての責任から死罪を申し付けられた。
9月に新政府の命令により自宅謹慎となり、翌明治3年2月19日（1870年3月20日）、謹慎も解かれ、赦免された。また妙雲寺から「凌霜隊の機転によって塩原の妙雲寺は焼失を免れた」と感謝の言葉があった。郡上にある末寺の臨済宗妙心寺派鐘山慈恩護国禅寺（現八幡町島谷）へ妙雲寺のことについて郡上藩に対して本山としての礼を述べるようにと伝えてきたが、慈恩寺住職は「郡上では彼ら元隊士は罪人として幽閉されている」ということを伝えた。
茂吉も死罪取り止めで謹慎処分となっていたが、罪人のレッテルを貼られていた元隊士達に対して周囲の態度は冷たく、謹慎解禁後、元隊士らの多くは郡上八幡を離れることになる。このとき元隊士は謹慎中に死去するものも少なくなかった。なお知藩事からの登用もあったが、茂吉ら元隊士達は断っている。

### 晩年
茂吉は朝比奈家の家督を弟・朝比奈辰静に譲り、父の実家・彦根藩家老椋原家（1200石）の婿養子となって名を椋原義彦と改めた。
明治22年（1889年）4月1日犬上郡青波村（現・彦根市北部）の村長となり明治27年（1894年）まで務めている。その後父と、弟・辰静の家族も呼び寄せ養ったという。
滋賀県議会議員を務め、親分肌で優れた人物だったが、晩年酒に酔う度に、隊を切り捨てた藩を痛烈に批判する日々を送っていたという。
明治27年（1894年）脳溢血のため44歳で病死。飲酒生活や藩への恨みが身体にこたえたとされる。「凌霜隊、白虎隊…」と呟いて息を引き取ったという。滋賀県彦根市中央町の蓮華寺に葬られた。
子孫が関西で続いている。

## 顕彰
- 郡上八幡城には凌霜隊の慰霊碑、及び顕彰碑がある。
- 郡上八幡城下の長敬寺には凌霜隊の説明板がある。
- 会津若松市の飯盛山には岐阜県知事上松陽助揮毫による「郡上藩凌霜隊之碑」及び、昭和59年(1984年)9月、郡上藩凌霜隊碑を建てる会建立による「道ハ一筋ナリ」碑がある。
- 白虎隊記念館に朝比奈茂吉に関する資料がある。

## 関連作品
- 中村彰彦『恋形見』
- 白石博男『朝比奈茂吉　郡上藩の内命を受けて佐幕に命を懸けた少年隊長』1997

### ドラマ
- 『凌霜隊』服部哲治（1962年、NHK）
- 『獅子の時代』目黒祐樹（1980年、NHK）

## 関連資料
- 『歴史探訪～郡上 凌霜隊～』
- 『凌霜隊戦記「心苦雑記」と郡上の明治維新』高橋教雄、八幡町教育委員会（元隊士矢野原与七の手記『心苦雑記』について）